# Turkmenische Streitkräfte

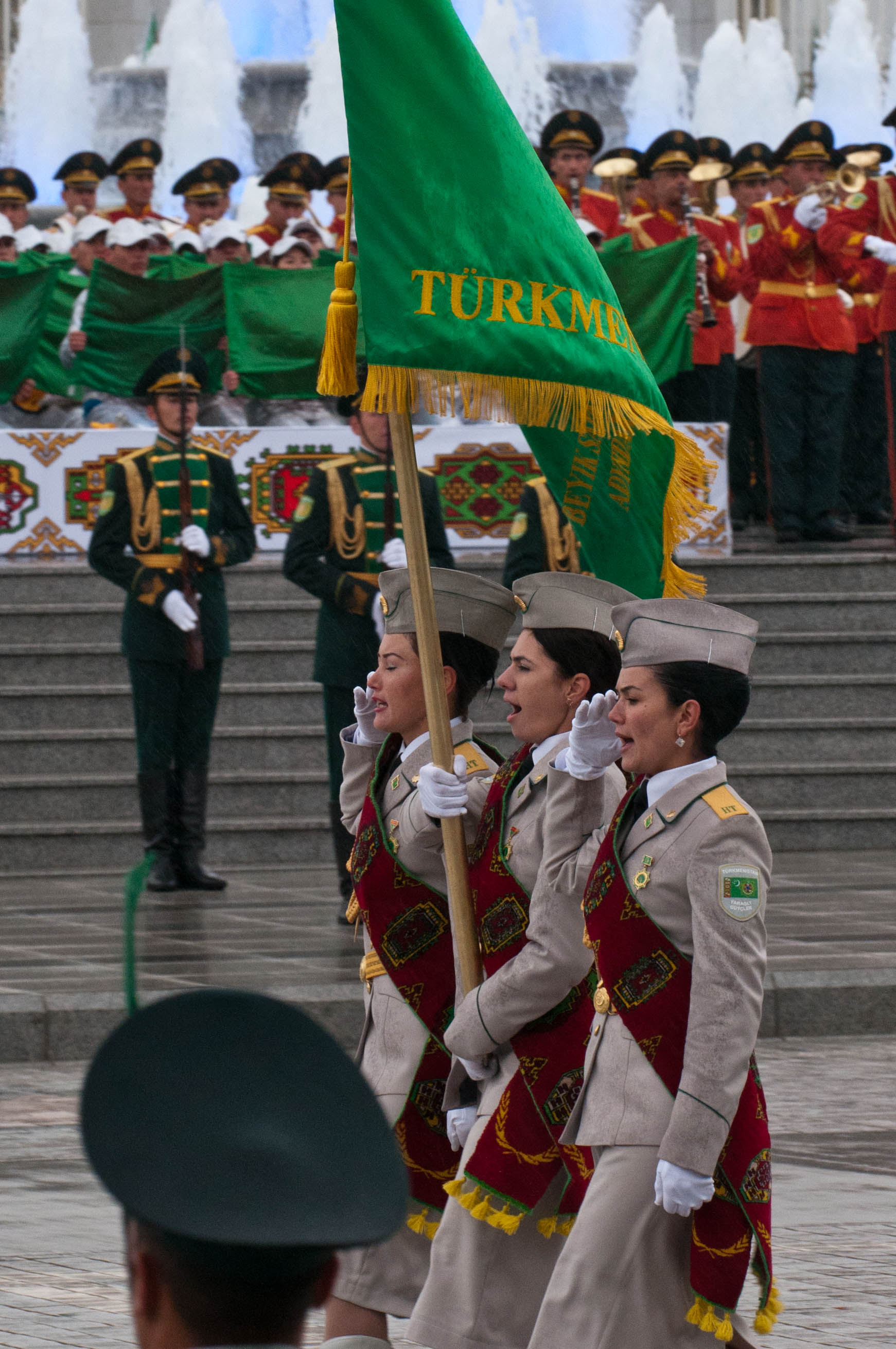
Turkmenische Soldaten anlässlich der Parade zum Unabhängigkeitstag

Die Turkmenischen Streitkräfte (turkmenisch Türkmenistanyň Ýaragly Güýçleri) sind in die Teilstreitkräfte Heer, Luftwaffe und Luftverteidigung sowie Marine gegliedert. Zudem existiert eine Nationalgarde. Turkmenistan schloss 1992 ein bilaterales Verteidigungsabkommen mit Russland ab, rund 12.000 russische Soldaten einer Mechanisierten Division und der Luftwaffe waren für die Sicherung der Grenze zu Afghanistan und zur Islamischen Republik Iran stationiert. Mit der Verschlechterung der Beziehungen verließen 1999 die letzten russischen Truppen das Land.
Die Waffensysteme der Streitkräfte Turkmenistans sind überwiegend russischer Herkunft und in nur geringem Umfang einsatzbereit.

## Heer
Das Turkmenische Heer mit geschätzten 30.000 Angehörigen (Stand: 2022) gliedert sich in ein Armeeoberkommando, dem fünf Militärbezirke unterstehen.
Es besteht aus drei mot Schützendivisionen, zwei mot Schützenbrigaden, einer Ausbildungsdivision, einem selbständigen Luftlandebataillon, einem Panzerabwehrregiment, einem Pionierregiment, einer Artilleriebrigade, einem Mehrfachraketenwerferregiment, einer R-17-Brigade und zwei Flugabwehrregimentern.
Die Ausbildungsdivision wird im Falle einer Mobilmachung zu einer mot Schützendivision mit Reservisten verstärkt.

### Ausrüstung

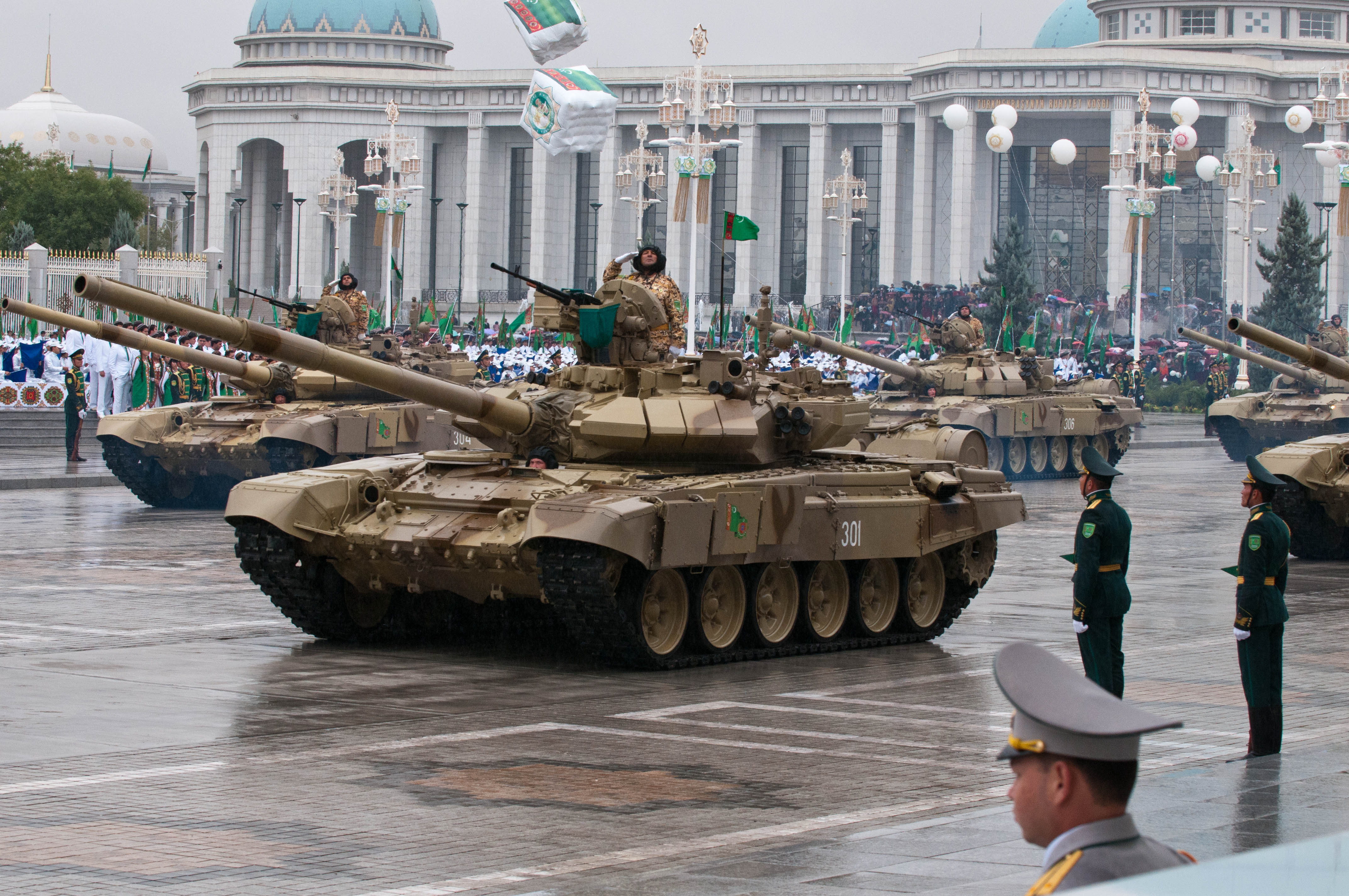
T-90S-Kampfpanzer während einer Parade

Das turkmenische Heer verfügt über 670 T-72-Kampfpanzer, 10 T-90S-Kampfpanzer (weitere 30 bestellt), 170 BRDM-2-Spähpanzer, 930 BMP-1-/2-Schützenpanzer, 12 BRM-Schützenpanzer, 829 Mannschaftstransportpanzer (BTR-60/-70/-80), 180 122-mm-D-30-Geschütze, 17 152-mm-D-1-Geschütze, 72 152-mm-D-20-Geschütze, 40 122-mm- 2S1-Selbstfahrlafette, 16 152-mm-2S3-Selbstfahrlafetten, 17 120-mm-2S9-Panzermörser (Nona), 9 122-mm-9P138-Mehrfachraketenwerfer, 56 122-mm-BM-21-Mehrfachraketenwerfer, 60 220-mm-Mehrfachraketenwerfer 9P140 „Uragan“, 6 330-mm-Mehrfachraketenwerfer BM-30 „Smertsch“, 10 R-17-Raketen, 31 82-mm-Granatwerfer, 66 120-mm-PM-38-Granatwerfer, 72 100-mm-Panzerabwehrkanonen MT-12/T-12, 48 23-mm-Flugabwehrkanonen ZSU-23-4, 22 57-mm-Flugabwehrkanonen S-60, 40 9K33-Osa-Flugabwehrraketensysteme und 13 9K35-Strela-10-Flugabwehrraketensysteme.
Des Weiteren werden 73 mm RPG-7-Panzerbüchsen, 9K11-Maljutka-Panzerabwehrlenkwaffen, 9K111-Fagot-Panzerabwehrlenkwaffen, 9K113-Konkurs-Panzerabwehrlenkwaffen, 9K114-Schturm-Panzerabwehrlenkwaffen und 9K32-Strela-2-Fliegerabwehrlenkwaffen eingesetzt.

## Luftwaffe

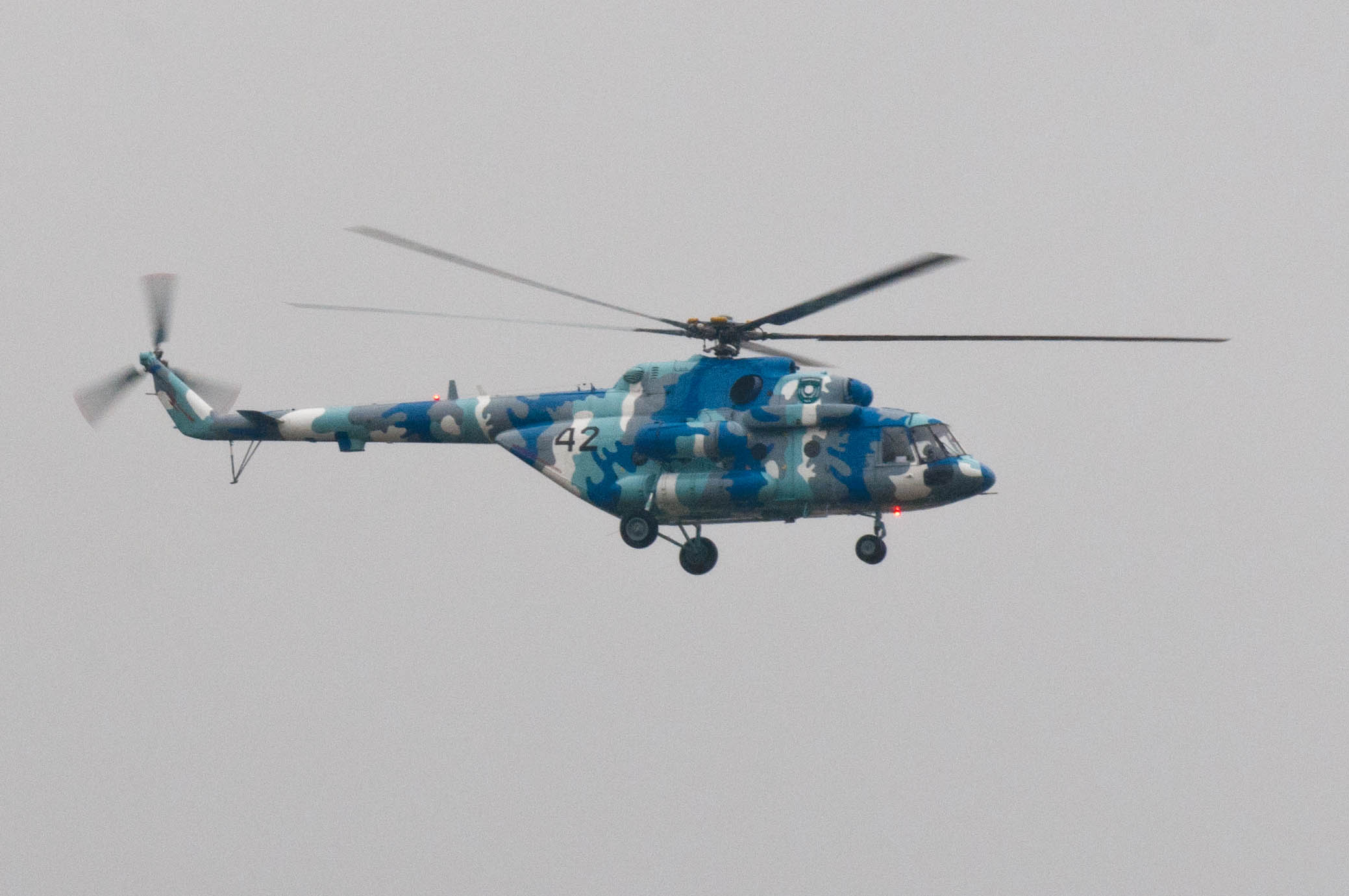
Turkmenische Mi-8 anlässlich der Parade zum Unabhängigkeitstag

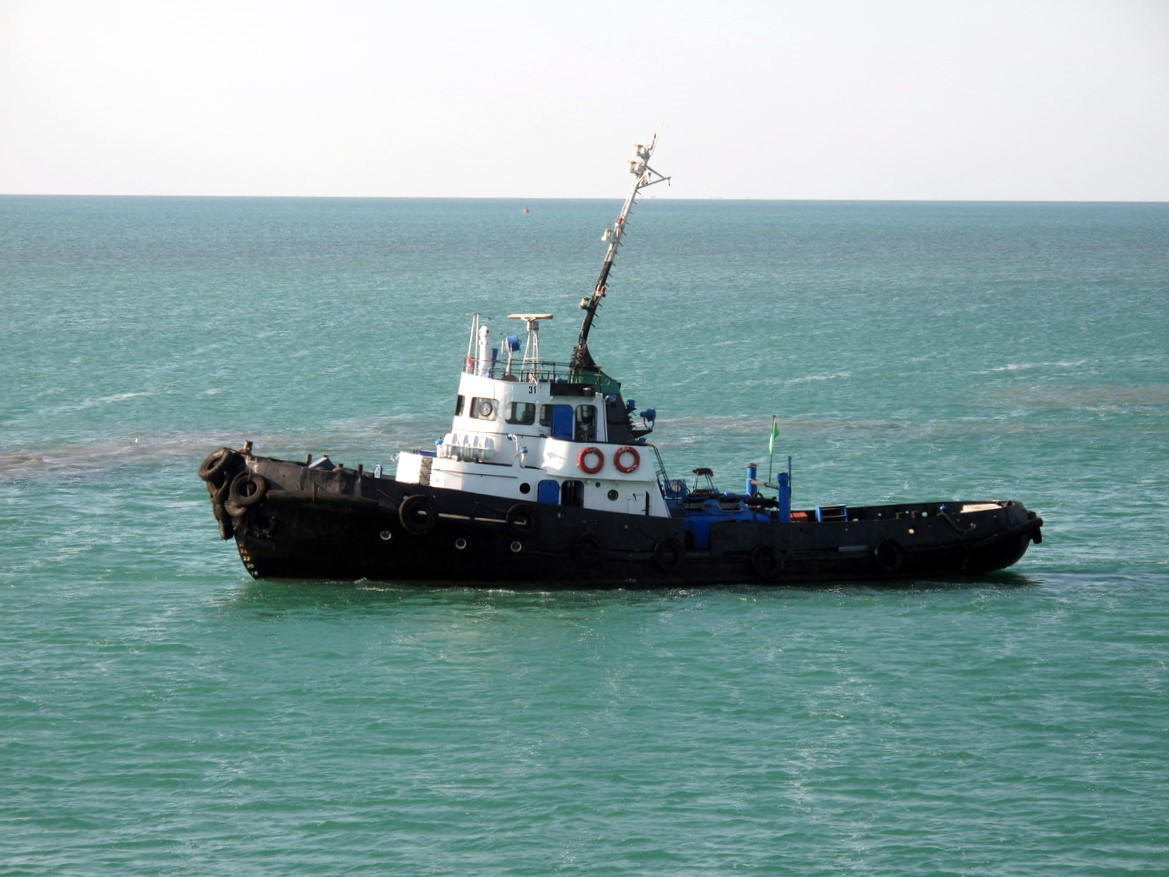
Wachboot der turkmenischen Marine vor Türkmenbaşy

## Marine
Der turkmenischen Marine gehören 1.000 Soldaten (Stand: 2022) an. Sie umfasst ein Schnellboot der 1-MERJEN-WPB-Klasse (PB-129), vier Schnellboote der KALKAN-PBI-Klasse und fünf Schnellboote der GRIFT-PB-Klasse.
Eine Korvette der TURKMEN-Klasse, gebaut von einer türkischen Werft, ist die letzte Errungenschaft der turkmenischen Marine.
Es besteht noch eine Küstenwache mit fünf KALKAN-M-Schnellbooten, die ihren Stützpunkt in Türkmenbaşy haben. Deren Aufgabe ist die Überwachung des Kaspischen Meeres auf turkmenischer Seite. Es ist geplant, die Seestreitkräfte mit der Küstenwache zusammenzulegen.

## Militärpolitik
Anders als die anderen ehemaligen Sowjetrepubliken bevorzugt Turkmenistan eine neutrale Militärpolitik und gehört keinem regionalen Militärbündnis an. Das Land ist lediglich im Rat der Verteidigungsminister der GUS-Staaten als Beobachter vertreten. Die erste Militärdoktrin des Landes wurde 1994 unter Saparmyrat Nyýazow verabschiedet. Die neutrale Haltung Turkmenistans hat sich auch unter Gurbanguly Berdimuhamedow nicht geändert. 2016 wurde die zweite Militärdoktrin verabschiedet. Der Anteil der Militärausgaben am Bruttoinlandsprodukt lag 2019 bei 1,9 % und somit 1,54 Mrd. US-Dollar.